# Басса Пилип
Пилип Басса (27 листопада 1889, с. Лисиничі, нині Пустомитівського району Львівської області — 23 листопада 1961, м. Монреаль, Канада) — український актор, диригент, скрипаль, музикознавець, співак-аматор. Чоловік Ольги Басси.

## Життєпис
Народився 27 листопада 1889, с. Лисиничі (Королівство Галичини та Володимирії, Австро-Угорська імперія, нині Пустомитівського району Львівської області, Україна).
У 1915–1917 роках був актором, хормейстером і диригентом театру «Тернопільські театральні вечори».
Від грудня 1918 року — старши́на УГА.
У 1920 році повернувся до Тернополя; викладав музику і спів, очолював хор і оркестр в українській гімназії; навчав співу в жіночій семінарії; заснував хори в селах Великі Гаї та Шляхтинці (нині Тернопільського району).
У 1929 році емігрував до Канади (м. Монреаль). Організував хори й оркестри, викладав музику у французькому університеті та школах.
У 1943–1945 роках — капельмейстер духового оркестру в канадській армії. Вивчав можливість застосування музики в медицині при лікуванні важкохворих.
Помер 23 листопада 1961 року в Монреалі.
Автор праці «Музична терапія» (франц. мовою).